# Newtonia archboldi
A Newtonia archboldi a madarak osztályának verébalakúak (Passeriformes) rendjébe és a vangagébicsfélék (Vangidae) családjába tartozó faj.

## Rendszerezése
A fajt Jean Theodore Delacour és Jacques Berlioz írták le 1931-ben. Tudományos faji nevét Richard Archbold amerikai zoológus tiszteletére kapta.

## Előfordulása
Madagaszkár déli részén honos. Természetes élőhelyei a szubtrópusi vagy trópusi lombhullató erdők és cserjések. Állandó, nem vonuló faj.

## Megjelenése
Testhossza 12 centiméter.
|  |

## Életmódja
Kisebb ízeltlábúakkal táplálkozik.

## Természetvédelmi helyzete
Az elterjedési területe nem nagy, egyedszáma pedig ismeretlen. A Természetvédelmi Világszövetség Vörös listáján nem fenyegetett fajként szerepel.